# Сецикеса Гедеон
Сецикеса Гедеон, такође у САД изадат под називом Временски путници енгл. The Time Travelers, је научно-фантастични роман из 2006. године Линде Бакли-Арчер, и прва је књига из трилогије Просвећење Питера Шока. У Србији је издата 2009. године, а други део ће се вероватно под именом Катрани издати током 2010. године. 
Прича прати авантуре дечака Питера Шока и девојчице Кејт Дајер, који су случајно телепортовани у 18. век.